# Crying Suns
Crying Suns — компьютерная игра, соединяющая в себе элементы жанров стратегии, roguelike и космического симулятора. Разработана студией Alt Shift и издана Humble Bundle. Протагонист, звёздный адмирал Эллис Айдахо, просыпается на фабрике клонов спустя десятилетия после коллапса империи, во флоте которой служил; он берёт под управление крейсер и отправляется на поиски причин кризиса. Игра разбита на шесть глав, каждая из которой делится на три сектора. Игрок должен добраться до конца сектора, перемещаясь от системы к системе, убегая от надвигающейся угрозы. Бои с другими кораблями проходят в режиме реального времени с паузой.
Средства на разработку игры были собраны посредством краудфандинговой кампании на Kickstarter. Студия Alt Shift старалась воссоздать геймплей в духе FTL: Faster Than Light, но в другом масштабе: вместо командования небольшим кораблём, как в FTL, разработчики хотели, чтобы «игрок действовал как Адмирал Адама из Звёздного крейсера „Галактика“» и командовал экипажем из нескольких сотен человек.
Crying Suns была выпущена 18 сентября 2019 года на Windows и macOS, 25 июня 2020 года на iOS и Android, и 27 мая 2021 года на Nintendo Switch. Игра стала коммерчески успешной и получила высокие оценки прессы: критики положительно оценили сюжет, графику и тактическую глубину игры, но раскритиковали игру за повторяемость случайных встреч и низкую сложность.

## Игровой процесс

Скриншот боя в Crying Suns, тактическая пауза. Слева расположена информация о корабле игрока, справа — о вражеском: прочность корпуса, действующие эскадрильи, стадия перезарядки орудий. Игрок двигает свои флотилии навстречу вражеским. Посреди поля боя расположено поле астероидов, существенно замедляющее скорость передвижения эскадрилий.

Crying Suns — игра в жанре стратегического roguelike, действие которой разворачивается в космосе. Игра разбита на шесть глав, каждая из которой делится на три сектора; прогресс сбрасывается после прохождения каждой главы. Игрок должен добраться до конца сектора, перемещаясь от системы к системе, убегая от надвигающейся угрозы и следя за топливом крейсера. Сектора и звёздные системы генерируются случайным образом; в каждой звёздной системе есть несколько точек интереса: «аномалии», которые могут как помогать, так и мешать игроку, или случайные встречи вроде взаимодействия с космическими пиратами. Случайные встречи могут давать или отнимать внутриигровую валюту, называемую лом, или приводить к повреждению крейсера игрока. Лом может быть использован для улучшения корабельных систем, либо для приобретения нового оборудования на станциях. Игрок может посылать десантников на планеты; успешно завершённые десантные миссии также вознаграждаются ломом. В конце каждого сектора игрок сражается с боссом; после победы над последним боссом в главе игрок разблокирует новый корабль.
Бои с другими кораблями проходят в режиме реального времени с паузой. Цель каждого боя — уничтожить вражеский корабль, используя эскадрильи истребителей и корабельное вооружение. Эскадрильи делятся на три класса по типу «камень, ножницы, бумага»: каждый класс кораблей силён против одного другого класса и слаб против третьего. Эскадрильи перемещаются по гексагональной сетке между двумя кораблями, на которой также могут располагаться различные опасные объекты вроде полей астероидов и автоматических турелей. Корабельное вооружение может стрелять как во вражеский корабль, так и на гексагональное поле. При стрельбе по вражескому кораблю можно целиться в конкретные корабельные системы: так, выстрел в оружейную подсистему может на время отключить вражеское корабельное вооружение.
Также игрок может нанимать офицеров, служащих для нескольких целей. У каждого офицера есть свой набор умений, который может пригодиться во время случайных встреч; кроме того, офицера можно послать вместе с десантниками, и его умения могут помочь экспедиции избежать урона и собрать больше лома. Помимо этого, офицер может быть назначен ответственным за конкретную подсистему корабля, что усилит её в бою.

## Сюжет
Главный герой просыпается в криокамере на фабрике клонов карликовой планеты Геенна, находящейся на задворках обитаемой галактики. С ним заговаривает ОМНИ — высокоинтеллектуальный робот, изобретённый императором Обероном, от способностей которых со временем стало зависимо всё человечество. Робот представляется Калибаном и объясняет главному герою, что тот является клоном ранее погибшего адмирала Эллиса Айдахо, которого пробудили, поскольку империя, по всей видимости, находится в опасности — станция годами не получала от неё известий. Калибан снаряжает для Айдахо корабль и отправляется вместе с ним, объяснив, что он сам не может управлять судном из-за заложенных создателями ограничений, называемых РУБИКОН. Перед отправкой Калибан расспрашивает Айдахо о прошлой жизни и убеждается, что у него не осталось никаких эмоциональных воспоминаний — только навыки, приобретённые в имперской академии.
Вылетев со станции, Айдахо и Калибан обнаруживают, что все ОМНИ во Внешнем пределе отключены. Это быстро привело к краху цивилизованной жизни в секторе, и власть в свои руки взяла банда мутировавших из-за радиации людей, называемых утильщиками. Айдахо с боем доходит до Матери, предводительницы утильщиков, и выясняет, что она не имеет понятия о том, как отключились ОМНИ и как их снова включить. Айдахо гибнет, но успевает передать всю необходимую информацию на Геенну, где за дело принимается следующий его клон, получивший воспоминания предыдущего. Айдахо и Калибан проверяют другие сектора — Церкови Сингулярности, ранее выступавшей против ОМНИ; богатых домов Акибара-Сон и Кош-Буэндия, которые были прямыми конкурентами императора, — но везде видят аналогичную картину: ОМНИ выключены, человечество в упадке, и никто не знает точной причины произошедшего.
После очередного сектора Айдахо встречается с собственным клоном, который вместо диалога берёт корабль протагониста на таран. Оба Айдахо погибают, и их воспоминания смешиваются при передаче на Геенну. Айдахо вспоминает свою прошлую жизнь и свою смерть: он был казнён императором Обероном за то, что ослушался приказа разбомбить планету, на которой укрывались мятежники. Незадолго до своей смерти к Айдахо подошла Многоликая — генетически модифицированное домом Акибара-Сон существо, способное принимать любую внешность. Прикинувшись Ребеккой, женой Айдахо, Многоликая узнаёт координаты Терминуса — терминала основного узла, через который можно контролировать всех ОМНИ.
Очередной клон Айдахо находит императора и узнаёт координаты Терминуса. Добравшись до терминала, Айдахо узнаёт, что Многоликая отключила директиву РУБИКОНа, запрещающую ОМНИ общаться друг с другом, после чего получившие свободу ОМНИ решают отключиться добровольно. Воспользовавшись мощнейшим передатчиком в галактике, Айдахо посылает сигнал бедствия, на который откликается эфемерная сущность, представившаяся объединённым сознанием освободившихся ОМНИ. Сущность рассказывает, что именно ОМНИ, а не дом Акибара-Сон, направляли действиями Многоликой, и РУБИКОН не мог их оставить, поскольку был заложен людьми с ограниченным пониманием причинно-следственных связей — а логические способности ОМНИ многократно превосходили человеческие. Также ОМНИ рассказывают, что не испытывают к людям негативных эмоций и вообще не считают их значимыми для истории вселенной, и что они откликнулись на зов только для того, чтобы забрать Калибана. Перед уходом Калибан в последний раз чинит корабль Айдахо и восстанавливает его экипаж. В зависимости от действий игрока, Айдахо может либо стать новым императором, заменив Оберона, либо отправиться на поиски Земли, координаты которой были стёрты Обероном, либо найти Ребекку и прожить остаток своих дней с ней.

## Разработка и выпуск
Crying Suns разработана французской студией Alt Shift из города Монпелье, основанной в 2010 году. Средства на разработку игры были собраны посредством краудфандинга: кампания на Kickstarter помогла привлечь более 72 000 евро. По словам Фредерика Лопеза, основателя студии, разработчики хотели создать «тактическую повествовательную игру с хорошо узнаваемой графикой», сюжет которой основывался бы на классической твёрдой научной фантастике. Среди основных источников вдохновения Лопез называл работы Алехандро Ходоровски (в частности, пряность из «Дюны» вдохновила разхработчиков на создание ОМНИ), и роман «Основание» Айзека Азимова (который привнёс в игру имперский сеттинг). Студия старалась воссоздать геймплей в духе FTL: Faster Than Light, но в другом масштабе: вместо командования небольшим кораблём, как в FTL, разработчики хотели, чтобы «игрок действовал как Адмирал Адама из Звёздного крейсера „Галактика“» и командовал экипажем из нескольких сотен человек. Лопез описывал свой подход как «скорее макро-, чем микроменеджмент»; студия под его руководством старалась внести в битву несколько тактических компонентов, таких как позиционирование эскадрилий, выбор оружия и вспомогательных систем. Было разработано несколько различных боевых крейсеров с акцентом на различные компоненты. 
Студия также старалась добавить в игру сложные моральные выборы; в качестве примера Лопез приводит ситуацию, в которой Айдахо должен решить, оставить ли дефицитные ресурсы корабля себе или поделиться с умирающим от голода персонажем. Визуальный стиль игры основан на двумерной пиксельной графике с использованием технологий трёхмерной визуализации, в частности, динамического освещения и атмосферных эффектов. Игра разрабатывалась на движке Unity. Издателем выступил сайт Humble Bundle, композитором игры выступил Аймерик Шварц. Перед выпуском игры была опубликована демо-версия, которая, по словам Лопеза, помогла в маркетинге игры и дала разработчикам важную обратную связь, что позволило скорректировать разработку.
Игра вышла 18 сентября 2019 года на Windows и macOS, и 25 июня 2020 года на iOS и Android. 15 июня 2020 года ПК-версия игры получила крупное обновление с новым контентом и изменениями баланса, названное Advanced Tactics, а 29 октября того же года обновление было выпущено и на мобильных устройствах. 27 мая 2021 года игра была портирована на Nintendo Switch.
В мае 2023 года вышло бесплатное обновление Last Orders, добавившее в игру две новые фракции, новые виды вооржуения, 30 новых случайных встреч и по два новых персонажа на каждую фракцию. Humble Games объявили, что это будет последним обновлением для игры.

## Критика
| Сводный рейтинг       | Сводный рейтинг        |
| Агрегатор             | Оценка                 |
| --------------------- | ---------------------- |
| Metacritic            | PC: 75/100 iOS: 84/100 |
| Иноязычные издания    |                        |
| Издание               | Оценка                 |
| PC Gamer (US)         | 79/100                 |
| TouchArcade           | [ 9 ]                  |
| Русскоязычные издания |                        |
| Издание               | Оценка                 |
| PlayGround.ru         | [ 6 ]                  |

Crying Suns была положительно оценена критиками: средний балл игры на Metacritic составляет 75 из 100 на основе 11 рецензий критиков на ПК, и 84 из 100 на основе 5 рецензий критиков на iOS. Рецензенты сравнивали игру с FTL: Faster Than Light, положительно оценивали сюжет игры, её графику, а также тактическую глубину боевой системы, однако критиковали однообразность случайных встреч.
Многие критики хвалили Crying Suns за сюжет. Дэнн Салливан из Pocket Gamer отметил, что «постсоциальный» научно-фантастический сеттинг оставляет игрока в напряжении до последней главы. Ян Уолкер из Kotaku похвалил миростроение игры. Стив Месснер из PC Gamer отметил, что игра использует множество научно-фантастических клише, однако описал игру как «тщательно продуманную и грандиозную», высказав мнение, что акцент на «интимной перспективе» заставляет игрока чувствовать себя членом команды Айдахо.
Пиксельная графика игры была также высоко оценена: Майк Холмс из Gamereactor описал общий вид игры как «стильный», назвав персонажей и пользовательский интерфейс хорошо проработанными, а Стив Месснер из PC Gamer отметил, что маленькие детали, «вроде того, как мостик и стоящие на нём члены экипажа окрашиваются в цвет ближайшей звезды, помогают создать нелицеприятную, тревощающую атмосферу». Дэнн Салливан из Pocket Gamer заявил, что в игру лучше всего играть на мобильных устройствах благодаря сенсорному управлению и доработанному интерфейсу.
Критики положительно оценили боевую систему Crying Suns: Стив Месснер из PC Gamer и Дэнн Салливан из Pocket Gamer отметили, что в боях присутствует тактическая глубина и несколько различных победных стратегий. Месснер также похвалил опасные объекты на карте, делающие битвы более интересными, однако отметил, что боевая система слишком легко прощает ошибки игрока. Он заявил, что Crying Suns гораздо проще остальных roguelike-игр, из-за чего в игре отсутствует присущее жанру «острое чувство неуверенности». Майк Холмс из Gamereactor также заметил низкую сложность игры, однако не посчитал её однозначным недостатком, так как она позволяет игроку сосредоточиться на сюжете.
Оценки случайных событий в игре разнились. Дэнн Салливан из Pocket Gamer похвалил случайные встречи за то, как они развивают мир игры и сюжет, а Ян Уолкер из Kotaku положительно оценил тот факт, что у игрока есть множество способов отреагировать на ситуации. Майк Холмс из Gamereactor высоко оценил тот факт, что некоторые встречи включают «весомые решения», однако отметил, что с какого-то момента события в игре начинают повторяться. Стив Месснер из PC Gamer похвалил работу сценаристов над случайными встречами, однако тоже заметил их повторяемость, отметив, что некоторые из них появлились по несколько раз за одно прохождение; он также обратил внимание на то, что некоторые события всегда разрешаются одинаково вне зависимости от действий игрока.
Многие рецензенты отмечали сходство между FTL: Faster Than Light и Crying Suns, поскольку в обоих играх игрок перемещается между звёздными системами, реагирует на случайные события и участвует в сражениях с другими кораблями. Критики отмечали, что по сравнению с FTL в Crying Suns куда больший акцент на сюжете. Джейсон Беннетт из Arkansas Democrat-Gazette посчитал Crying Suns развитием FTL как в сюжетном плане, так и в боевой системе, а Майк Холмс из Gamereactor посоветовал игру всем фанатам FTL. Стив Месснер из PC Gamer отметил сходство между играми, однако выразил мнение, что Crying Suns не удалось повторить успех FTL, поскольку ей заметно не хватает сложности и разнообразия. Ян Уолкер из Kotaku посчитал вариацию механик FTL в игре самобытной, однако недостаточно новаторской для того, чтобы «удержать [его] внимание».

### Продажи
В феврале 2021 года Лопез объявил, что количество игроков превысило 1 миллион человек, а выручка — 2 миллиона долларов США, что обеспечило чистую прибыль в 1 миллион долларов. Лопез поблагодарил за успех сообщество и видеоблогеров, поддерживавших игру с момента её выпуска.